# Carlos Barros Guimeráns
Carlos Barros Guimeráns (Vigo, 3 de julio de 1946) es un historiador español. Doctor en Historia (en la especialidad de Historia Medieval) por la Universidad de Santiago de Compostela. Actualmente es director-fundador de Historia a Debate.

## Biografía
Nacido el 3 de julio de 1946 en la parroquia de San Martín de Coia, hoy día un barrio de la ciudad gallega de Vigo.

### Compromiso político y sindical
Al concluir el Bachillerato Elemental, ingresó en la Escuela Técnica de Peritos Industriales de Vigo, Sección Eléctrica (finalizando en junio de 1965), dotándole de una formación científico-técnica que continuaría en la Escuela Técnica Superior de Ingenieros Industriales de Madrid (1965-1968), que no llegó a finalizar. En Madrid comenzó su compromiso político inequívoco en la lucha universitaria contra la dictadura de Franco, coincidiendo con aquel contexto de movimientos sociales de la denominada «Generación del 68», Así, formó parte, primero, de Comisiones de Estudiantes y, posteriormente, del clandestino Sindicato Democrático de Estudiantes de la Universidad de Madrid —posteriormente denominada Universidad Complutense de Madrid—, donde ejerció como delegado en el curso 1967/1968, al tiempo que formaba parte de la célula del comité universitario del PCE de su facultad. Nuevamente en Vigo, se reincorporó a la organización clandestina del Partido Comunista de España, militando en el Partido Comunista de Galicia (viajando a París para su fundación, a finales de 1968), siendo el más joven miembro del Comité Central del Partido Comunista (participando entre los últimos años del franquismo y la Transición). Además, participó en la organización de las Comisiones Campesinas de Orense (1969-1970) —incluyendo un episodio de tortura que le tocó vivir, tras ser detenido por el Tribunal de Orden Público— y fue el responsable del movimiento obrero vigués, participando en la creación y coordinación de la Junta Democráctica de Vigo; gestando, con otros compañeros, las grandes luchas, huelgas o manifestaciones de los años 70 en Galicia, como la huelga general de Vigo (1972), la manifestación por la amnistía (1976) o la movilización por la Autonomía (un 4 de Nadal de 1977).

### Historiador
Se licenció en Geografía e Historia (Especialidad Historia Medieval) por la Universidad de Santiago de Compostela (1986), mediante la defensa de la memoria de licenciatura "Xusticia e Santa Irmandade. Mentalidades colectivas e conflictos sociais na Galicia baixomedieval", doctorándose en Historia (1988),con una tesis titulada "Mentalidad y revuelta en la
Galicia irmandiña: favorables y contrarios", llegando a ser Profesor Titular de Historia Medieval de dicha universidad (ejerciendo la docencia durante 25 años). Siendo Directeur d’études associé de l’École des Hautes Études en Sciences Sociales de Paris (1996-1997), Doctor vinculado del Consejo Superior de Investigaciones Científicas (Instituto de Estudios Gallegos “Padre Sarmiento”, 1996-2003), Director del Posgrado de Historia, Teoría y Método de Humanidades y Ciencias Sociales de la USC (2006-2016) y Presidente del Premio de Historia Medieval de Galicia y Portugal (2001-2011); siendo Coordinador del Grupo de Investigaciones Historiográficas de la USC.
Autor tanto en lengua gallega como castellana, con traducciones al francés, inglés, alemán o italiano, ha publicado diversas obras sobre la Revuelta Irmandiña en Galicia, de la segunda mitad del siglo xv. Entre estos trabajos se encuentran: A mentalidade xusticieira dos irmandiños (1988), Viva el-Rei! Ensaios Medievais (Xerais, 1996) o Torres, varas e demos. Os irmandiños da ría de Muros–Noia (Editorial Toloxoutos, 2009). Además, autor de artículos sobre Historia Medieval, Metodología histórica, Historia Inmediata, Memoria histórica e Historiografía gallega, española e internacional, así como todo lo concerniente a la egohistoria.
Fundador-coordinador de Historia a Debate (1993), una red académica internacional de historiadores que organiza congresos para debatir aspectos relacionados con la historiografía, la metodología y la teoría de la historia. A partir de la cual se potenció el Grupo Manifiesto de HaD, constituido en red el 11 de septiembre de 2001 (suscrito por 584 historiadores de 37 países, en marzo de 2016), con el fin de acordar y promover un conjunto articulado de proposiciones metodológicas, historiográficas y teóricas para la escritura de la historia. Además, pertenece a la Sociedad Española de Estudios Medievales, a la Asociación de Historia Social, a la Association Marc Bloch y a la Asociación de Historia Actual.
Fue asesor histórico del film documental Un traballador do século XX (realizada por Steve Sklair), financiado por la Televisión de Galicia, basado en la autobiografía de su padre, Manuel Barros Fernández: O rapas de aldea. Memorias dun traballador (1918-1976), cuyo trabajo resulta importante para estudiar la historia social de la clase trabajadora desde el punto de vista del trabajador, algo desatendido por la historiografía.

## Titulaciones académicas
- Ingeniería Técnico Industrial (Sección Eléctrica): Escuela Técnica de Peritos Industriales de Vigo (1965).
- Licenciado en Geografía e Historia (Especialidad Historia Medieval): Universidad de Santiago de Compostela (1986).
- Doctor en Historia (Especialidad Historia Medieval): Universidad de Santiago de Compostela (1988).

## Publicaciones

### Libros

#### Libros/Autor
- A mentalidade xusticieira dos irmandiños, Edicións Xerais de Galicia, 1988. ISBN 84-7507-313-1

- Mentalidad justiciera de los irmandiños, siglo XV, Madrid, Siglo XXI, Colección “Historia de los Movimientos Sociales“, 1990 (Segunda edición traducida por el autor, ampliada y revisada). ISBN 84-323-0678-9

- Mentalidad y revuelta en la Galicia irmandiña: favorables y contrarios, Servicio de Publicaciones e Intercambio científico de la Universidad de Santiago de Compostela, Tesis doctoral en microficha n.º 46, 1989. ISBN 84-7191-542-1

- ¡Viva el-Rei! Ensaios medievais, Vigo, Edicións Xerais, 1996. ISBN 84-7507-961-X

- Historiografía fin de siglo, Santiago, Ed. Tórculo, 1996. ISBN 84-8408-039-0

- Torres, varas e demos. Os irmandiños da ría Muros-Noia, Noia, Ed. Toxosoutos, 2009. ISBN 978-84-92792-13-9

#### Libros/Editor
- Dende Galicia: Marx. Homenaxe a Marx no 1º centenario da súa morte; Carlos BARROS, José VILAS (edits.), A Coruña, Edicións do Castro, 1985, 258 pp.
- Xudeus e conversos na Historia I. Mentalidades e cultura, Santiago, La Editorial de la Historia, 1994, 381 pp.
- Xudeus e conversos na Historia. II. Sociedade e Inquisición, Santiago, La Editorial de la Historia, 1994, 436 pp.
- Historia a debate. I. Pasado y futuro, Santiago, Historia a Debate, 1995, 353 pp.
- Historia a debate. II. Retorno del sujeto, Santiago, Historia a Debate, 1995, 365 pp.
- Historia a debate. III. Otros enfoques, Santiago, Historia a Debate, 1995, 306 pp.
- Historia a debate. Medieval, Santiago, Historia a Debate, 1995, 250 pp.
- Historia a debate. Galicia, Santiago, Historia a Debate, 1995, 219 pp.
- Historia a debate. América Latina, Santiago, Historia a Debate, 1996, 314 pp.
- Historia a debate. I. Cambio de siglo, Santiago, Historia a Debate, 2000, 448 pp.
- Historia a debate. II. Nuevos paradigmas, Santiago, Historia a Debate, 2000, 411 pp
- Historia a debate. III. Problemas de historiografía, Santiago, Historia a Debate, 2000, 376 pp.
- History under Debate. International Reflection on the Discipline (Carlos Barros, Lawrence McCrank, eds.), New York-LondonOxford, The Haworth Press, 2004, 297 pp.
- Historia a debate. I. Reconstrucción, Santiago, Historia a Debate, 2009, 548 pp.
- Historia a debate. II. Historiografía inmediata, Santiago, Historia a Debate, 2009, 525 pp.
- Historia a debate. III. Historiografía global, Santiago, Historia a Debate, 2009, 699 pp

#### Libros/Colectivo
- “A base material e histórica da nación en Marx e Engels“, Dende Galicia: Marx. Homenaxe a Marx no 1º centenario da súa morte; A Coruña, Edicións do Castro, 1985, pp. 137-207.
- “Vasallos y señores: uso alternativo del poder de la justicia en la Galicia bajomedieval“, Arqueología do Estado. Iª Jornadas sobre formas de organiçâo e exercício dos poderes na Europa do Sul, séculos XIII- XVIII, Lisboa, Historia & Crítica, 1988, pp. 345-354.
- “O cerre da fronteira medieval entre Galicia e Portugal“, Sociedade, cultura e mentalidades na época do “Cancioneiro Geral“, (Actas do Congresso Internacional “Bartolomeu Dias e a sua época“, Porto, setiembre de 1988), volume IV, Porto, 1989, pp. 461-473.
- “Cómo vive el modelo caballeresco la hidalguía gallega bajomedieval: los Pazos de Probén“, Galicia en la Edad Media (Actas del Coloquio de Galicia, 13-17 de julio de 1987), Madrid, Sociedad Española de Estudios Medievales, 1990, pp. 231-246.
- “Revuelta de los irmandiños. Los gorriones corren tras los halcones“, Historia de Galicia, dirigida por Ramón Villares, fascículo n.º 24, Vigo, Faro de Vigo, 1991.
- “Rito y violación: el derecho de pernada en la Edad Media“, Actas de las Primeras Jornadas de Historia de las Mujeres, Universidad de Luján, 1991, pp. 306-323.
- “Vivir sin señores. La conciencia antiseñorial en la Baja Edad Media gallega“, Señorío y feudalismo en la península ibérica, IV, Zaragoza, Institución Fernando el Católico, 1993, pp. 11-49.
- htm “Historia de las mentalidades: posibilidades actuales", Problemas actuales de la historia. Terceras Jornadas de Estudios Históricos, Salamanca, Universidad, 1993, pp. 49-67.
- “La contribución de los terceros Annales y la historia de las mentalidades. 1969-1989“, La otra historia: sociedad, cultura y mentalidades, César González Mínguez (ed.), Vitoria, Servicio de Publicaciones de la Univ. del País Vasco/EHU, 1993, pp. 87-118.
- “El otro admitido. La tolerancia hacia los judíos en la Edad Media gallega“, Xudeus e Conversos na Historia (Congreso de Ribadavia, octubre de 1991), Carlos Barros (ed.), vol. 1, Santiago, La Editorial de la Historia, 1994, pp. 85-115.
- “¡Viva El-Rei“ O Rei imaxinario na Galicia irmandiña", Cuestións de historia galega. VIII Xornadas de Historia de Galicia, Orense, Diputación Provincial de Orense, 1995., pp. 57-78.
- “La historia que viene“, Historia a debate. I. Pasado y futuro (Congreso de julio de 1993), Carlos Barros (ed.), Santiago de Compostela, Historia a Debate, 1995, pp. 95-117.
- “A historia que vén, Historia a debate. Galicia, Carlos Barros (ed.), Santiago de Compostela, Historia a Debate, 1995, pp. 9-30.
- “Ascenso e caída do mariscal Pardo de Cela“, Antón Losada Diéguez. 10 anos dun premio, Poyo, Concejo de Carballino, 1995, pp. 85-89.
- “A morte a lanzadas da condesa de Santa Marta (1470): unha análise“, A guerra en Galicia, Santiago, Asociación Galega de Historiadores, 1996, pp. 89-120.
- “La historia de las mujeres en el nuevo paradigma de la historia“, La historia de las mujeres en el nuevo paradigma de la historia, Madrid, Asociación Cultural Al-Mudayna, 1997, pp. 55-61.
- “El retorno del sujeto social en la historiografía española“, Estado, protesta y movimientos sociales, Zarauz, 1998, pp. 191-214 (reproducido en el libro Historiografía fin de siglo, Santiago, 1998).
- “La humanización de la naturaleza en la Edad Media”, Revista de Història da Universidade Estadual Paulista, Sâo Paulo, Brasil, vol. 19, 2000, pp. 79 ss.
- “Die ‘Vermenschlichung’ der Natur im Mittelater“, Mensh und Natur im mittelalterlichen Europa, Klagenfurt, Austria, 1998, pp. 281-310.
- “Spanisch Historiography“, Swiat historii, Poznan, Instytut Historii UAM, Polonia, 1998, pp. 35-62.
- “Donas e xograres na Galicia medieval“, Johán de Cangas. Martín Codax. Meendinho. 1200 Lírica medival 1300, Vigo, Ed. Xerais, 1998, pp. 32-43.
- “As orixes medievales da Junta de Galicia“, O poder na historia de Galicia, VII Semana Galega de Historia, Santiago, Asociación Galega de Historiadores, 1999, pp. 73-83.
- “El retorno de la historia“, Historia a debate. I. Cambio de siglo, Santiago de Compostela, 2000, pp. 153-173.
- “The Accepted Other Tolerence Towards the Jews in Medieval Galicia“, Troubled Souls. Conversos, Crypto-Jews, and Other Confused Jewish Intellectuals from the Fourteenth through the Eighteenth Century, editado por Charles Meyers y Norman Simms; Hamilton, 2001, pp. 8-31.
- "Hacia un nuevo paradigma historiográfico, Historia e historiadores", editado por Wilfredo Kapsoli, Lima, Universidad Ricardo Palma, 2001, pp. 43-62.
- Manifiesto historiográfico de Historia a Debate, Santiago de Compostela, HaD, 2001, 17 pp. Texto académico elaborado por 24 historiadores de España, América Latina, Francia y Estados Unidos, bajo la coordinación de Carlos Barros, ha suscitado la adhesión de 185 historiadores de 22 países (5/2/03) y ha sido republicado en diversas revistas y páginas web de Europa y América.
- “La mentalidad justiciera en las revueltas medievales y modernas”, Actas de CD-ROM del IV Coloquio Internacional de Historiografía Europea: Cuestiones y Propuestas, María Luz González ed., Mar del Plata, Argentina, 2002.
- “Historia social y mentalidades: nuevas perspectivas”, Medievalisme: noves perspectives, Lérida, 2003, pp. 81-108.
- “Il pellegrinaggio a Santiago di Compostella”, Il medioevo europeo de Jacques Le Goff (Daniela Romagnoli, edit.), Milano, Silvana Editoriale Spa,2003, pp. 239-245.
- “The Return of History”, History under Debate. International Reflection on the Discipline (Carlos Barros, Lawrence McCrank, editors), Nueva York, The Haworth Press, 2004, pp. 3-41.
- “Defensa e ilustración del Manifiesto historiográfico de Historia a Debate”, Historiografía crítica del siglo XX (Boris Berenzon, comp.), México, Universidad Nacional Autónoma de México, 2004, pp. 427-443.
- “El retorno de la historia”, Historiografía crítica del siglo XX (Boris Berenzon, comp.), México, Universidad Nacional Autónoma de México, 2004, pp.445-486.
- “Rubén García Álvarez, historiador e medievalista de Galicia”, Depósito Rubén García Álvarez. Fondo bibliográfico y documental, Orense, Junta de Galicia, 2004, pp. 49-60.
- “O que sabemos dos irmandiños”, Os capítulos da Hermandade. Peregrinación e conflito social na Galicia do século XV, Santiago de Compostela, Junta de Galicia, 2006, pp. 368-383.
- “Historiographie et Histoire Immédiates: l’experience latine de l’Histoire en débat (1993-2006), Bilan et perspectives de l’histoire immédiate (Actesdu Colloque International du GRHI, 5 et 6 avril 2006), Toulouse, Francia, 2006, pp. 29-32
- “Celanova de las Tres Culturas, siglos X-XI”, Rudesindus. XI Centenario do nacemento de San Rosendo, Santiago de Compostela, Junta de Galicia, 2007, pp. 88-105.
- “Os irmandiños da Terra de Lemos / The Irmandiños of Terra de Lemos”, O Condado de Lemos na Idade Media/ The County of Lemos in the Middle Ages, Anselmo López Carreira, edit., Santiago de Compostela, Junta de Galicia, pp. 196-204, 395-400.
- “Historia a Debate, un paradigma global para la escritura de la historia”, Historia a debate. I. Reconstrucción, Santiago, Historia a Debate, 2009, pp. 133-156.
- “Primeras conclusiones”, Historia a debate. I. Reconstrucción, Santiago, Historia a Debate, 2009, pp. 67-84.
- “Insegnari storia, competenze e valori”, Patrimoni culturali tra storia e futuro (a cura di Beatrice Borghi, Cinzia Venturoli), Bolonia, Italia, Pàtron Editore, marzo de 2009, pp. 51-54.
- “Celanova de las Tres Culturas, siglos X-XI”, Homenaje al profesor Valdeón (María Isabel del Val, Pascual Martínez, coords.), Valladolid, 2009, tomo II, pp. 9-24.
- “Milenarismo y utopía civil en la revuelta irmandiña, 1467-1469”, Utopies i alternatives de vida a l’edat mitjana (Flocel Sabaté, edit.), Lérida, 2009, 253-273.
- “Insegnari storia, competenze e valori”, Patrimoni culturali tra storia e futuro (a cura di Beatrice Borghi, Cinzia Venturoli), Bolonia, Italia, Pàtron Editore, marzo de 2009, pp. 51-54.
- “La Historiografía y la Historia Inmediatas la experiencia latina de Historia a Debate (1993-2006)”, El tiempo como espacio y su imaginario. Reflexiones y fundamentos teóricos (Boris Berenzon, Georgina Calderón, edits.), Universidad Nacional Autónoma de México, 2010, pp. 293-298.
- “Historia mixta como historia global”, Historia, imagen y lenguaje en América Latina y Europa (Israel Sanmartín, Patricia Calvo y Eduardo Rey, edits.), Santiago de Compostela, 2012, pp. 217-240.
- “José Luis Romero y la historia del siglo XXI”, José Luis Romero. Vida histórica, ciudad y cultura (José Emilio Burucúa, Fernando Devoto y Adrián Gorelik, edits.), Buenos Aires, Argentina, 2013, pp. 109-143.
- “Da cova dos monxes ó burgo de Ponte Ulla (830-1197)”, Ponte Ulla ten historia, Vedra, 2014, pp. 43-78.
- “Irmandiños en el Camino Inglés a Compostela”, El libro del Camino Inglés, La Coruña, 2014, pp. 120-121.
- “Oficio de historiador, ¿nuevo paradigma o positivismo?”, História da Educação Brasileira: experiências e peculariedades, João Pessoa, Brasil 2014, pp. 51-78.
- "1431: irmandiños en el Camino Inglés a Compostela", El libro del Camino Inglés, La Coruña, 2014, pp. 120-121.

### Artículos en revistas impresas
- “Cómo vive el modelo caballeresco la hidalguía gallega bajomedieval: los Pazos de Probén”, El Museo de Pontevedra, Pontevedra, n.º 43, 1989, pp. 231-246.
- “Cómo construye su objeto la historiografía: los irmandiños de Galicia”, Hispania, n.º 175, 1990, pp. 841-866.
- “La ‘nouvelle histoire’ en el punto de mira (Nota critica)”, Hispania, n.º 174, 1990, pp. 329-335 (recensión: Historical Abstracts, vol, 44, parte A, n.º 1, 1993, p. 10).
- “La ‘Nouvelle Histoire’ y sus críticos”, Revista d’Història Moderna. Manuscrits, n.º 9, 1991, Publicaciones de la Universitat Autònoma de Barcelona, pp. 83-111.
- “El ‘tournant critique’ de Annales”, Revista de Història Medieval, Valencia, Departament d’Història Medieval, n.º 2, 1991, pp. 193-197.
- “Violencia y muerte señorial en Galicia a finales de la Edad Media”, Studia Histórica. Historia Medieval, Salamanca, vol. IX, 1991, pp. 111-157.
- “Historia de las mentalidades, historia social”, Temas Medievales, n.º 2, Buenos Aires, CONICET, 1992, pp. 205-230.
- “A guerra dos cabaleiros”, A trabe de ouro, n.º 14, 1993, pp. 257-264.
- “Historia de las mentalidades, historia social”, Historia Contemporánea, Bilbao, n.º 9, septiembre de 1993, pp. 111-139.
- “Rito y violación: derecho de pernada en la Baja Edad Media”, Historia Social, UNED, Valencia, n.º 16, primavera-verano 1993, pp. 3-17. (Recensión: Alain BOUREAU, Le droit de cuissage. La fabrication d’un mythe, XXX-XX siècle, Anexo II: “Le droit de cuissage en Espagne. Réponse à Carlos Barros”, París, Albin Michel, 1995, pp. 264-267). Recensión: Alain BOUREAU, Le droit de cuissage. La fabrication d’un mythe, XXX-XX siècle, Anexo II: “Le droit de cuissage en Espagne. Réponse à Carlos Barros”, París, Albin Michel, 1995, pp. 264-267; a su vez reseñado críticamente por Abel López en Historia Crítica, Los Andes, Colombia, n.º 20, julio-diciembre de 2000 (http://historiacritica.uniandes.edu.co/html/20/resena_lopez.html, revisión abril de 2005 y por Reyna Pastor en la revista La Aljaba, Universidad de Luján, vol. VII, 2002, pp. 3-5 http://148.215.4.212/rev/278/27800710.pdf (enlace roto disponible en Internet Archive; véase el historial, la primera versión y la última)., revisión diciembre de 2005)
- “Historia de las mentalidades: posibilidades actuales”, Secuencia. Revista de historia y ciencias sociales, México, Instituto de Investigaciones J. M. L. Mora, n.º 27, sept.-dic. 1993, pp. 185-210.
- “Rito e violación: dereito de pernada na Baixa Idade Media”, Revista de História das Ideias, Coímbra, vol. 15, 1993, pp. 31-52.
- “Mitos de la historiografía galleguista”, Manuscrits. Revista d’història moderna, n.º 12, Barcelona, 1994, pp. 245-266.
- “¡Viva el Rey! Rey imaginario y revuelta en la Galicia bajomedieval”, Studia Histórica. Historia Medieval, n.º 12, Salamanca, 1994, pp. 83-101.
- “Historia de las mentalidades, historia social”, Estudios Históricos, Anuario de la Maestría en Historia de la Universidad Autónoma Metropolitana, México, n.º 2, 1994, pp. 31-69.
- “La frontera medieval entre Galicia y Portugal”, Medievalismo, Madrid, n.º 4, 1994, pp. 27-39.
- “La contribución de los terceros Annales y la historia de las mentalidades. 1969-1989”, Iztapalapa 36, México, enero-junio de 1995, pp. 73-102.
- “La historia que viene”, Secuencia, n.º 31, México, enero-abril de 1995, pp. 143-177.
- “La historia que queremos”, Revista de Historia Jerónimo Zurita, n.º 71, 1995, pp. 309-345.
- “El paradigma común de los historiadores del siglo XX”, La formación del historiador, n.º 14, invierno de 1994-95, Morelia, Michoacán, México, pp. 4-25.
- “Vers où souhaitons nous mener l’histoire?”, Rivista di Storia della Storiografia Moderna, n.º 1-3, 1995, pp. 137-148.
- "Taula Redonda “Significat i vigència de Braudel 10 anys després de la seva mort”, Manuscrits, n.º 14, 1996, pp. 119-141 (Ricardo García Cárcel, Carlos Aguirre, Bernard Vincent, Carlos Barros).
- “El paradigma común de los historiadores del siglo XX”, Estudios Sociales. Revista universitaria semestral, n.º 10, Santa Fe (Argentina), 1996, pp. 21-44.
- “La historia que viene”, Debates Americanos, n.º 2, La Habana, julio-diciembre de 1996, pp. 44-64.
- “Inacabada transición de la historiografía española”, Bulletin d’Histoire Contemporaine de l’Espagne, n.º 24. Bourdeaux, décembre 1996, pp. 469-493.
- “The history ahead”, Storia della Storiografia, n.º 30, 1996, pp. 77-106.
- “La historia que queremos”, Anales de Historia Antigua y Medieval, n.º 30, 1997, pp. 169-199.
- “El paradigma común de los historiadores del siglo XX”, Medievalismo, Madrid, Sociedad Española de Estudios Medievales, n.º 7, 1997, pp. 235-262.
- “La historia que viene”, Prohistoria. Debates y combates por la historia que viene, Rosario, n.º 1, 1997, pp. 11-34.
- “La historia que viene”, Revista de História da Universidade de São Paulo (No.1, 1950), n.º 139, terceira série, 2o. semestre de 1998, pp.95-115.
- “El retorno del sujeto social en la historiografía española”, Resgate, Revista do Centro de Mémoria da Universidade Estadual de Campinas, Brasil, n.º 8, 1998.
- “L’histoire qui vient”, Cahiers du Centre de Recherches Historiques, Paris, n.º 22, avril 1999, pp. 55-78.
- “Common Paradigm of Twentieth Century Historians”, Mentalities/Mentalités Hamilton, n.º 1, vol. 14, 1999, pp. 17-34.
- “Hacia un nuevo paradigma historiográfico”, Memoria y civilización, Pamplona, n.º 2, 1999, pp. 223-242.
- “Chiapas y la escritura de la historia”, Contexto&Educaçao, Ijuí (Brasil), n.º 54, 1999, pp. 29-52.
- “Hacia un nuevo paradigma historiográfico”, Historias, México D. F., n.º 42, 1999, pp. 3-16.
- “El retorno del sujeto social en la historiografía española”, Vetas. Cultura y conocimiento social, El Colegio de San Luis, México, n.º 2, 1999, pp. 10-47.
- “Chiapas e a escritura da historia”, A trabe de ouro. Publicación galega de pensamento crítico, Santiago, n.º 38, 1999, pp. 233-246.
- “Chiapas y la escritura de la historia”, Este/Sur, nº 254, San Cristóbal de las Casas, 15-21 de noviembre de 1999, pp. 22-30.
- “Anstöße des Chiapas-Aufstandes für die Geschichtsschreibung”, Das Argument, Berlín, nº 230, 1999, pp. 303-306.
- “La humanización de la naturaleza en el Edad Media”, Edad Media, Valladolid, n.º 2, 1999, pp. 169-193.
- “Hacia un nuevo paradigma historiográfico”, Prohistoria, Rosario, n.º 3, 1999, pp. 43-57.
- “El retorno del sujeto social en la historiografía española”, Cuadernos del Sur-Historia, n.º 28, 1999, pp. 7-45.
- “Hacia un nuevo paradigma historiográfico”, Historia Caribe, Barranquilla, Colombia, vol. 11, n.º 5, 2000, pp. 7-20.
- “Novos documentos sobre a xudería e a sinagoga de Ribadavia”, Raigame, Orense, n.º 11, 2000, pp. 88-98.
- “La humanización de la naturaleza en la Edad Media”, Revista de història da Universidade Estadual Paulista, Sâo Paulo, vol. 19, 2000, pp. 79 y ss.
- “Chiapas y la escritura de la historia”, Clio & Asociados. La historia enseñada, Santa F, nº 5, 2000, pp. 58-75.
- “Hacia un nuevo paradigma historiográfico”, Anuario de Estudios Bolivarianos, Caracas, nº 9, 2000, pp. 33-50.
- "Hacia un nuevo paradigma historiográfico”, Ensayos Históricos. Anuario del Instituto de Estudios Hispanoamericanos, Caracas, 2ª etapa, nº 12, 2000, pp.11- 32.
- “Hacia un nuevo paradigma historiográfico”, Debates Americanos, nº 10, La Habana, julio-diciembre de 2000, pp. 86-96.
- “La Escuela de los Annales y la historia que viene”, La historia que se fue, Suplemento cultural del Diario de Sevilla, n.º 99, 18 de enero de 2001.
- “Chiapas y la escritura de la historia”, Revista de Ciencias Sociales de la región Centroccidental, Barquisimeto-Venezuela, n.º 6, 2001, pp. 7-26.
- “El retorno de la historia”, Hablemos de Historia. Cuestiones teóricas y metodológicas de la historia, Paraná-Entre Ríos-Argentina, n.º 1, 2001, pp. 10-45.
- "Para um novo paradigma historiográfico”, Tempo, Departamento de História da Universidade Federal Fluminense, nº 11, Julho 2001, pp. 205-221.
- “The Humanissation of Nature in the Middle Ages”, The Medieval History Journal, vol. 4, Num. 2, July-December 2001, pp. 149-178.
- “La mentalidad justiciera en las revueltas sociales de la Edad Media y Moderna”, Mentalities/Mentalités, vol. 17, num. 1, 2002, pp. 32-44.
- (con Germán Navarro), “El Manifiesto Historia a Debate. Una nueva tendencia historiográfica abierta y global”, Historia Medieval. Anales de la Universidad de Alicante, nº 13, 2000-2002, pp. 365-378.
- “Defensa e ilustración del Manifiesto historiográfico de Historia a Debate”, Revista d’Història Medieval, Valencia, nº 12, 2001-2002, pp.389-433.
- (con Germán Navarro y David Igual), “Historia a Debate. Manifiesto historiográfico”, Revista d’Història Medieval, Valencia, nº 12, 2001-2002, pp. 365-88.
- “Nuevo paradigma. El retorno de la historia”, El taller de la historia, Revista del Programa de Historia de la Universidad de Cartagena, Colombia, nº 2, 2002.
- “Historia a Debate, tendencia historiográfica latina y global”, Revista de Artes y Humanidades-UNICA (Universidad Católica Cecilio Acosta), Maracaibo, año 4, nº 8, julio-diciembre de 2003, pp. 126-138.
- “Historia a Debate: Tendencia Historiográfica Latina y Global”, Politeia: história e sociedade, Revista do Departamento de História da Universidade Estadual do Sudoeste da Bahia, Brasil, vol. 3, nº 1, 2003, pp.15-27.
- “Historia a Debate, tendencia historiográfica latina y global”, Aula-Historia Social, Valencia, nº 13, primavera 2004, pp. 84-90.
- “La peregrinación”, Mentalities/Mentalités, New Zealand, vol. 18, number 2, 2004, pp. 26-32.
- “Historia a Debate, tendencia historiográfica latina y global”, Historia Total. Revista de Investigaciones Históricas, Lima, nº 1, año I, julio de 2004.
- “La historia mixta como historia global”, Historiagenda. Revista del Colegio de Ciencias y Humanidades de la Universidad Nacional Autónoma de México, año I, nueva época, nº 8, setiembre-octubre, 2004.
- “Defensa e ilustración del Manifiesto historiográfico de Historia a Debate (primera parte)”, Hablemos de Historia. Cuestiones teóricas y metodológicas de la historia, Paraná-Entre Ríos-Argentina, nº 3, 2004, pp. 21-39.
- “A peregrinación a Santiago de Compostela”, Nalgures. Revista da Asociación de Estudios Históricos de Galicia, A Coruña, tomo I, 2004, pp. 9-18.
- “La Historiografía y la Historia Inmediatas: la experiencia latina de Historia a Debate (1993-2006)”, Hablemos de Historia. Cuestiones teóricas y metodológicas de la historia, Paraná-Entre Ríos-Argentina, nº 3, 2004, pp. 251-258.
- “Historia a Debate, tendencia historiográfica latina y global”, Investigaciones Sociales. Revista del Instituto de Investigaciones Histórico-Sociales, Universidad Nacional Mayor de San Marcos, Lima, nº 14, mayo de 2005, pp. 323-333.
- “El estado de la historia. Encuesta internacional”, en “20 Años de Historiografía Vasca”, Vasconia. Cuadernos de Historia-Geografía, Eusko Ikaskuntza-Sociedad de Estudios Vascos, San Sebastián, nº 34, 2005, pp. 9-21.
- “HaD, tendencia historiográfica latina y global”, Anales de Historia Antigua y Medieval, Universidad de Buenos Aires, Buenos Aires, vol.37, 2005.
- “Primeras conclusiones del III Congreso Internacional Historia a Debate (14-18 de julio de 2005)”, Revista de Artes y Humanidades-UNICA (Universidad Católica Cecilio Acosta), Maracaibo, año 6, nº 12, enero-abril de 2005, pp. 188-217.
- “Conclusións do III Congreso Internacional Historia a Debate”, Dez.eme. Revista de historia e ciencias sociais, Fundación 10 de Marzo de CC.OO., Santiago de Compostela, nº 10, 2005, pp. 105-109
- “Os irmandiños de Galicia. A revolta en Pontevedra”, Murguía. Revista Galega de historia, nº 9, 2006, pp. 39-68.
- “Primeras conclusiones del III Congreso Internacional Historia a Debate”, Hablemos de Historia. Cuestiones teóricas y metodológicas de la historia, Universidad Autónoma de Entre Ríos, Argentina, nº 4, 2006, pp. 11-39.
- “La ‘historia mixta’ como historia global”, Enfoques, Universidad Adventista del Plata, Argentina, año XVIII, nº 1-2, 2006, pp. 91-118
- “Los irmandiños. La Santa Hermandad del Reino de Galicia”, Historia de la Iberia Vieja. Revista de Historia de España, Madrid, nº 22, 2007, pp. 54-59.
- “Historia a Debate. Geschichtsschreibung in der spanischsprechenden Welt”, Zeitschrift für Weltgeschichte. Interdisziplinäre Perspektiven, Frankfurt, Jahrgang 7, Heft 2, Herbst 2006, pp. 35-42.
- “La nueva historiografía de Historia a Debate”, Retornos. Revista de Historia y Ciencias Sociales, Grupo de Estudios Históricos La Pesada, La Paz, Bolivia, nº 6, 2006, pp. 17-34.
- “Primeras conclusions del III Congreso Internacional Historia a Debate”, Retornos. Revista de Historia y Ciencias Sociales, Grupo de Estudios Históricos La Pesada, La Paz, Bolivia, nº 6, 2006, pp. 123-147.
- “La peregrinación a Santiago de Compostela: una aproximación global”, Anales de Historia Antigua y Medieval, Universidad de Buenos Aires, Buenos Aires, vol. 39, 2007.
- “Los irmandiños. La Santa Hermandad del Reino de Galicia”, Historia de la Iberia Vieja. Revista de Historia de España, Madrid, nº 22, 2007, pp. 54-59.
- “Historia a Debate en su III Congreso: realizaciones y proyectos”, Bulletin d’Histoire Contemporaine de l’Espagne, Dossier “Historia & Historigrafía”, Aix-en-Provence, nº 43, octubre de 2007, pp. 139-160.
- “Propuestas para el nuevo paradigma educativo de la historia”, Reseñas de Enseñanza de la Historia, Asociación de Profesores de Enseñanza de la Historia en Universidades Nacionales, Córdoba (Argentina), nº 6, septiembre de 2008, pp. 29.
- “La guerra de los caballeros en la Galicia medieval”, Norba. Revista de historia, Universidad de Extremadura, vol. 21, 2008, pp. 205-212.
- “Propuestas para el nuevo paradigma educativo de la historia”, Revista Portuguesa de História, Universidade de Coimbra, tomo XXXIX, 2007 (impreso en 2009), pp. 7-37.
- “Historia a Debate, un paradigma global para la historia”, Tiempo y Sociedad. Revista de Historia y Humanidades, Oviedo, n.º 2, diciembre-abril de 2009-2010, pp. 9-55 (http://tiemposociedad.wordpress.com/2010/01/12/número-2/ (enlace roto disponible en Internet Archive; véase el historial, la primera versión y la última)., revisión enero de 2010).
- “Origen del castillo y coto de Aranga, siglos XI-XIII”, Cuadernos de Estudios Gallegos, nº 122, enero-diciembre de 2009, pp. 139-150.
- "Historia inmediata: marxismo, democracia y socialismo del siglo XXI”, Revista de Historia Actual, Cádiz, nº 7, 2009, pp. 125-132.
- “Historia inmediata: marxismo, democracia y socialismo del siglo XXI”, Revista de Historia Actual, Cádiz, nº 7, 2009, pp. 125-132.
- “La Historiografía y la Historia Inmediatas: la experiencia latina de Historia a Debate (1993-2006)”, Hablemos de Historia. Cuestiones teóricas y metodológicas de la historia, Paraná, Entre Ríos, Argentina, nº 6, 2010, pp. 251-258.
- “Historia inmediata: marxismo, democracia y socialismo del siglo XXI”, Fuentes. Revista de la Biblioteca y Archivo Histórico de la Asamblea Legislativa Plurinacional, La Paz (Bolivia), año 10, vol. 5, n.º 13, abril de 2011, pp. 36-44.
- “O dereito de pernada na Idade Media. De Aranga a Cataluña pasando por Fuenteovejuna”, Caderno do Ateneo Eumés, Pontedeume, n.º 9, 2011, pp. 3-26.
- “José Luis Romero y la historia del siglo XXI”, Revista de História, Universidade de Sâo Paulo, n.º 166, 2012, pp. 35-69.
- “Historia a Debate, un paradigma global para la escritura de la historia”, Hablemos de Historia. Cuestiones teóricas y metodológicas de la historia, Paraná, Entre Ríos, Argentina, nº 7, 2013, pp. 11-37.

### Artículos de divulgación
- Marx como alternativa, Faro de Vigo, Semanario Cultural “Artes y Letras”, 7 de octubre de 1983.
- Marxismo e feito nacional, La Voz de Galicia, Cuaderno de Cultura, 15 de diciembre de 1983.
- Por unha historia galega das mentalidades populares, A Nosa Terra, 5 de mayo de 1988.
- ¿Voltar á Idade Media?, A Nosa Terra, 16 de marzo de 1989.
- Recuperar el futuro. Los desafíos de los historiadores, Babelia-Revista de Cultura, El País, 3 de julio de 1993.
- Viraje crítico hacia una nueva historia, La Jornada Semanal, n.º 220, México, agosto de 1993, pp. 29-32.
- A historia a debate, A Oestrymnida. Revista cultural galega, n.º 2, septiembre de 1993, pp. 6-10.
- A función crítica da historia, Historias e outros contos, Revista do Comité Aberto da Facultade de Xeografía e Historia, abril de 1994, pp. 9-11.
- Galicia xudía, Santiago, Concello de Santiago, 1994, 29 pp. (Folleto para una exposición en el Pazo de Bendaña, abril/mayo de 1994).
- Ferro Couselo, historiador, Diario 16 de Galicia, Suplemento especial Día das Letras Galegas, 17 de mayo de 1996, pp. 8-9.
- El dilema de los historiadores, La aventura de la historia, Madrid, n.º 14, diciembre de 1999, pp. 108-109.
- Unha historia en positivo, reseña del libro “A memoria da nación. O reino de Gallaecia” (Vigo, Xerais, 2001), Guía dos libros novos, nº 37, febreiro 2002.
- Estudiar historia en Galicia, suplemento Faro da Cultura, n.º 5, en Faro de Vigo, 6 de junio de 2002.
- O Vigo dos obreiros, Faro de Vigo, Suplemento “150 años con Vigo”, 3 de diciembre de 2002, pp. 32-34.
- Xudeus e xudaizantes na historia de Galicia, séculos X-XXI, 2002 (textos redactados polo autor para a exposición permanente do Centro de Información Xudía, sito na Casa dos Condes en Ribadavia, Galicia).
- Vigo siglo XXI, ¿un futuro sin pasado?, Suplementos “Vigo Siglo XXI”, Faro de Vigo, 5 de junio de 2005.
- O día dos irmandiños, La Voz de Galicia, 25 de abril de 2006, p. 8.
- Historia, memoria e liberdade, Praza Pública, 3 de febreiro de 2012 (http://praza.gal/opinion/30/historia-memoria-e-liberdade/).
- 10 de marzo: mortos que piden vida, Praza Pública, 8 de marzo de 2012 (http://praza.gal/opinion/127/10-de-marzo-mortos-que-piden-vida/).
- Historiadores, franquismo e antifranquismo, Praza Pública, 3 de xuño de 2012 (http://praza.gal/opinion/342/historiadores-franquismo-e-antifranquismo/).
- Galiza. Mortos que querem vida, Debater a Història,Vilanova de Gaia, Portugal. ano I, nº 5, julio-agosto de 2014, pp.36-37.
- Podemos dende a historia, Praza Pública, 13 de noviembre de 2014 (http://praza.gal/opinion/2933/podemos-dende-a-historia/).
- Galicia, muertos que quieren vida [Daniel, Amador, Baena y Reboiras], It-Magazine, nº 56, Zúrich, agosto de 2015, pp. 18-30 (https://web.archive.org/web/20161027040246/http://it-magazine.ch/it-56).
- Podemos desde la historia, Catxipanda. Diari no diari d’Història, Barcelona, 3 de febrero de 2016 (http://catxipanda.tothistoria.cat/blog/2016/02/03/podemos-desde-la-historia-per-carlos-barros/).
- La experiencia de ser plagiado, Diario El País, 3 de enero de 2017 (http://elpais.com/elpais/2017/01/02/opinion/1483358118_731432.html).

### Publicaciones digitales
Tras la creación, en 1999, de la comunidad académica digital de Historia a Debate, con el fin de promover la investigación, reflexión y el debate, se llevaron a cabo nuevas iniciativas, a través de las listas de correo electrónico, la página web y las diferentes redes sociales, difundiendo las diferentes publicaciones digitales, incluyendo en audio y vídeo.

#### Revistas digitales
- “El retorno de la historia”, Cuadernos Digitales, Universidad de Costa Rica, Escuela de Historia, vol. 3, nº 9, marzo de 2001(www.fcs.ucr.ac.cr/~historia/cuadernos/a-historia.htm; revisión abril de 2005).

- “La humanización de la naturaleza en la Edad Media“, Artegnos. Revista mensual de arte y pensamiento, setiembre 2001 (https://web.archive.org/web/20100127021921/http://www.artegnos.com/sep2002/HISTORIA.htm; revisión abril de 2005).

- “Defensa e ilustración del Manifiesto historiográfico de Historia a Debate (primera parte)”, E-l@atina. Revista electrónica de estudios latinoamericanos, UDISHAL, Universidad de Buenos Aires, vol. 1, nº 3, abril-junio de 2003, pp. 53-78 (https://web.archive.org/web/20110722002057/http://www.iigg.fsoc.uba.ar/elatina.htm; revisión abril de 2005).

- “Defensa e ilustración del Manifiesto historiográfico de Historia a Debate” (segunda y última parte), E-l@atina. Revista electrónica de estudios latinoamericanos, UDISHAL, Universidad de Buenos Aires, vol. 1, nº 4, julio-setiembre 2003, pp. 49-76 (https://web.archive.org/web/20110722002057/http://www.iigg.fsoc.uba.ar/elatina.htm; revisión abril de 2005).

- “La nuova storiografia e l’insegnamento della storia”, Storia e Futuro. Revista de Storia e Storiografia, Bologna, nº 5, ottobre de 2004 (http://www.storiaefuturo.com/articoli.php?id=76, revisión abril de 2005).

- “Primeras conclusiones del III Congreso Internacional Historia a Debate (14-18 de julio de 2005)“, E-l@atina. Revista electrónica de estudios latinoamericanos, UDISHAL, Universidad de Buenos Aires, vol. 3, nº 11, abril-junio de 2005, pp. 37-51 (https://web.archive.org/web/20110722002057/http://www.iigg.fsoc.uba.ar/elatina.htm, revisión julio de 2005).

- “Defensa e ilustración del Manifiesto historiográfico de Historia a Debate”, Revista Intellèctus, Universidade do Estado do Rio de Janeiro, Ano 4, Volume II, 2005 (https://web.archive.org/web/20070126094300/http://www2.uerj.br/~intellectus/Frames.htm, revisión octubre de 2005).

- “Conclusións do III Congreso Internacional de Historia a Debate”, O Olho da história, Bahía, Ano 11, Edição nº 8, 2005 (https://web.archive.org/web/20090925041457/http://www.oolhodahistoria.ufba.br/revista8.php, revisión marzo de 2008).

- “Lo que sabemos de los irmandiños”, Clío & Crimen, Revista en CD-ROM del Centro del Crimen de Durango, 2006, pp. 36-48.

- “La Historiografía y la Historia Inmediatas: la experiencia latina de Historia a Debate (1993-2006)”, Historia Actual Online, Cádiz, nº 9, invierno de 2006 (https://web.archive.org/web/20071129012214/http://www.historia-actual.com/hao/Volumes/Volume1/Issue9/esp/v1i9c16.pdf, revisión diciembre de 2006).

- “La historiografía y la Historia Inmediata: la experiencia latina de Historia a Debate (1993-2006)”, El@tina. Revista electrónica de estudios latinoamericanos, vol. 4, nº 16, Buenos Aires, julio-setiembre de 2006, pp. 67-70 (https://web.archive.org/web/20110722002057/http://www.iigg.fsoc.uba.ar/elatina.htm, revisión diciembre de 2006).

- “La historia mixta como historia global”, Enfoques (en línea). Revista de la Universidad Adventista del Plata, año XVIII, nº 1-2, 2006, Argentina (https://web.archive.org/web/20120224111405/http://redalyc.uaemex.mx/redalyc/src/inicio/IndArtRev.jsp?iCveNumRev=6913&iCveEntRev=259&institucion, revisión octubre de 2007).

- “A fronteira medieval entre Galicia e Portugal”, Revista Tema Livre, Ano VI – Edição nº12 – Niterói, Río de Janeiro, 25 de abril de 2007 (http://www.revistatemalivre.com/galiza12.html, revisión julio de 2007).

- “Propuestas para el nuevo paradigma educativo de la historia”, El@tina. Revista electrónica de estudios latinoamericanos, vol. 6, n.º 21, Buenos Aires, octubre-diciembre de 2007, pp. 53-74 (https://web.archive.org/web/20110722002057/http://www.iigg.fsoc.uba.ar/elatina.htm, revisión enero de 2008).

- “Propuestas para el nuevo paradigma educativo de la historia”, Revista HISTEDBR On-line, Campinas, Brasil, n.º 28, pp. 224, dez. 2007 (https://web.archive.org/web/20090522150639/http://www.histedbr.fae.unicamp.br/revista/edicoes/28/index.html revisión marzo de 2008).

- “Propuestas para el nuevo paradigma educativo de la historia”, Interacción. Revista de comunicación educativa, n.º 47, noviembre de 2007 (http://interaccion.cedal.org.co:80/documentacion.htm?x=20157843&cmd[126]=c-1-’47’, revisión julio de 2008).

- Propuestas para el nuevo paradigma educativo de la historia”, Nonnullus. Revista de Historia, n.º 2, Cáceres, enero-abril de 2008 (http://nonnullus.blogspot.com/2008/01/nonnullus-revista-digital-de-historia-n.html, revisión febrero de 2008).

- “Propuestas para el nuevo paradigma educativo de la historia”, Heurística. Revista digital de historia de la educación, Universidad de Los Andes, Venezuela, n.º 9, enero-junio 2008 (http://www.saber.ula.ve:80/heuristica/, revisión setiembre 2008) [versión pdf].

- “Historia a Debate, un paradigma global para la escritura de la historia”, Revista Digital Estudios Históricos, Centro de Documentación Histórica del Río de la Plata, n.º 4, Año II, marzo de 2010, Uruguay (https://web.archive.org/web/20130831041138/http://estudioshistoricos.org/index.php?option=com_content&view=category&id=3&Itemid=12, revisión julio de 2010).

- “Historia Inmediata: marxismo, democracia y socialismo del siglo XXI”, Pensamiento Crítico, n.º 5, Chile, 2010 (http://www.pensamientocritico.cl/index.php?option=com_content&view=article&id=106:historia-inmediata-marxismo-democracia-y-socialismo-del-siglo-xxi&catid=42:nd-5&Itemid=74, revisión junio de 2010).

- “José Luis Romero y la historia del siglo XXI”, Revista latinoamericana de ensayo, Maracaibo, n.º 2, octubre de 2010 (http://revistalatinoamericanadeensayo.blogspot.com/2010/09/jose-luis-romero.html, revisión febrero de 2011).

- “Historia Inmediata: marxismo, democracia y socialismo del siglo XXI”, El@tina. Revista electrónica de estudios latinoamericanos, vol. 8, n.º 32, Buenos Aires, julio-setiembre de 2010, pp. 67-84 (www.iealc.fsoc.uba.ar/hemeroteca/elatina32.pdf, revisión febrero de 2011).

- “Historia a Debate, en paradigma global para la escritura de la historia”, História da Historiografia. Revista electrónica semestral, Brasil, n.º 5, setembro, 2010, pp. 148-174 (http://www.ichs.ufop.br/rhh/index.php/revista/issue/view/HH5 Archivado el 21 de enero de 2012 en Wayback Machine., revisión febrero de 2011).

- “História, memória e franquismo”, História & Ensino, Londrina, Brasil, vol. 19, n.º 2, 2013, pp. 163-192 (http://www.uel.br/revistas/uel/index.php/histensino/issue/view/978).

- “Historia, memoria y franquismo”, Historia Actual Online, Cádiz, n.º 33, 2014, pp. 153-171 (http://www.historia-actual.org/Publicaciones/index.php/haol/article/viewFile/976/891).

- “Oficio de historiador, ¿positivismo o nuevo paradigma?, Historia Social y de la Educación, Barcelona, vol. 3, n.º 2, 2014 (http://www.hipatiapress.com/hpjournals/index.php/hse).

- “Historiadores, franquismo y antifranquismo”, Catxipanda. Diari no diari d’Història, Barcelona, 14 de mayo de 2014 (https://web.archive.org/web/20150203192734/http://catxipanda.com/2014/05/14/historiadores-franquismo-y-antifranquismo/).

- “Historia, memoria y libertad”, Catxipanda. Diari no diari d’Història, Barcelona, 25 de setiembre de 2014 (https://web.archive.org/web/20150203212054/http://catxipanda.com/2014/09/25/historia-memoria-y-libertad/).

- “Historiografía de valores”, Estudios Históricos. Revista digital de publicación semestral, Montevideo, n.º 13, diciembre de 2014 (http://www.estudioshistoricos.org/).

- “Oficio de historiador, ¿nuevo paradigma o positivismo?”, Diálogos. Revista Electrónica de Historia, Universidad de Costa Rica, vol. 15, n.º 2, 2014 (http://revistas.ucr.ac.cr/index.php/dialogos/article/view/14603).

- “Historiadores y memoria histórica”, Taller. Revista de Sociedad, Cultura y Política en América Latina, Buenos Aires, vol. 3, n.º 4, 2014 (http://www.tallersegundaepoca.org/taller/issue/view/4/showToc (enlace roto disponible en Internet Archive; véase el historial, la primera versión y la última).).

- “Historiografía de valores”, ArtyHum, Revista Digital de Arte y Humanidades, Vigo, n.º 15, 2015, pp. 77-109 (http://artyhum.com/revista/15/#/78)

- “Historia, memoria y franquismo”, Revista Cambios & Permanencias, Bucaramanga, Colombia, HARED-UIS, n.º 6, diciembre de 2015, pp. 78-105 (http://cambiosypermanencias.com/ojs/index.php/cyp/article/view/38/40 (enlace roto disponible en Internet Archive; véase el historial, la primera versión y la última).).

- “Sobre la memoria histórica en España”, Revista Cambios & Permanencias, Bucaramanga, Colombia, HARED-UIS, n.º 6, diciembre de 2015, pp. 520-526 (http://cambiosypermanencias.com/ojs/index.php/cyp/article/view/78/77 (enlace roto disponible en Internet Archive; véase el historial, la primera versión y la última).).

- “Podemos desde la historia”, Catxipanda. Diari no diari d’Història, Barcelona, 3 de febrero de 2016. (http://catxipanda.tothistoria.cat/blog/2016/02/03/podemos-desde-la-historia-per-carlos-barros/).

## Congresos
- Organizador y coordinador científico del Congreso Internacional “Xudeus e Conversos en la Historia”[41] que tuvo lugar en Ribadavia (Galicia) el 14-17 de octubre de 1991.

- Organizador y coordinador científico del I Congreso Internacional “Historia a debate",[42] celebrado el 7-11 de julio de 1993 en Santiago de Compostela.

- Organizador y coordinador científico del II Congreso Internacional “Historia a debate”,[43] celebrado el 14-18 de julio de 1999 en Santiago de Compostela.

- Organizador y coordinador científico del III Congreso Internacional Historia a Debate,[44] celebrado el 14-18 de julio de 2004 en la Universidad de Santiago de Compostela.

- Organizador y coordinador científico del IV Congreso Internacional “Historia a debate”,[45] celebrado el 15-19 de diciembre de 2010 en la Universidad de Santiago de Compostela.

## Proyectos
- Investigador principal del proyecto de investigación: El Estado de la Historia. Encuesta Internacional (1996/1998).
- Investigador principal del proyecto de investigación: El Cambio de Paradigmas Historiográficos (1999/2000).
- Investigación, textos y asesoramiento histórico de la exposición permanente: Xudeus e conversos na historia de Galicia (2001/2002).
- Investigador principal de la Red Temática Historia a Debate (2004/2005).

## Premios
- Premio de investigación “Antón Losada Diéguez” a la obra A mentalidade xusticieira dos irmandiños. Concedido el 22 de diciembre de 1988 por un jurado constituido por: Real Academia Gallega, Consello da Cultura Galega, Museo do Pobo Galego, Universidad de Santiago, así como las entidades públicas convocantes (Diputación Provincial de Orense, y ayuntamientos de Carballiño y Borobás).

- Premio de Historia "Walter Rela" de la Sociedad Académica de Historiadores. Concedido en Ciudad de México, el 17 de octubre de 2016.[46]